# 丸毛謙一
丸毛 謙一（まるも けんいち、1988年8月2日 - ）は、大阪府豊中市出身の元プロ野球選手（外野手、内野手）。

## 経歴

### プロ入り前
小学3年から投手として野球を始め、中学時代は豊中シニアに所属。
大阪桐蔭高校では2年秋からベンチ入り。3年時に出場した夏の甲子園では、2回戦で斎藤佑樹を擁する早稲田実業に敗退した。
大阪経済大学に進学すると、2年時の春からレギュラーに定着し、外野手の他、三塁手としてもベストナインに輝くなど活躍した。関西六大学リーグでの通算成績は88試合出場、299打数68安打、打率.227、4本塁打、25打点。ベストナイン3回受賞。
2010年10月28日に行われたプロ野球ドラフト会議にて読売ジャイアンツから育成8位指名を受けた。

### プロ入り後
2011年はファームで11試合に出場し、打席に立ったのは1度だけでほとんどが代走要員だった。3盗塁、4得点をマークするも支配下登録はならなかった。シーズン終了後の秋季キャンプから内野手にも挑戦している。
2012年は外野手登録ながら遊撃手での出場が多く、ファームではチーム最多の57試合で遊撃手を務めた。通年の成績は87試合で打率.227だったが、15盗塁をマークするなど自慢の俊足を発揮したシーズンとなった。
2013年シーズンは教育リーグで全試合に4番で出場し、3月16日の東京ヤクルトスワローズ戦で育成選手としては珍しい開幕戦4番となった。育成選手の規約に基づき10月31日に自由契約公示され、11月16日、オリックス・バファローズが獲得し支配下登録された。
2014年シーズンは、開幕1軍に抜擢され、3月28日の北海道日本ハムファイターズとの開幕戦に代走としてプロ初出場を果たすも、4月2日に出場登録を抹消された。
結果的にこのプロ初出場の試合が一軍公式戦唯一の出場となった。
2015年2月5日、春季キャンプで守備練習を行っていた際に、ワンバウンドした打球を左側頭部に受けるアクシデントがあった。丸毛はそのまま練習を続けたが、練習終了後に体調不良を訴え、病院で急性硬膜外血腫の重症であることが判明、緊急開頭手術を受けた。手術は成功し2月18日に退院したものの、同じ個所に衝撃を受けると命に関わることから引退を決意。7月2日に丸毛から球団側へ現役引退の申し出があり、球団はそれを受理し任意引退の手続きを行うと発表した。翌3日の二軍広島戦が引退試合となり、5番・左翼で1回表だけ守備に就き、一度の守備機会をこなした。7月7日付で任意引退公示。
引退後は二軍スタッフに転身した。7月13日には、対千葉ロッテマリーンズ戦で球団のミスにより5日の試合の際にほっと神戸に放置されていたトニ・ブランコのユニフォームを、急遽届ける役目を担った。

## 選手としての特徴
50メートル5秒8の俊足が武器。

## 詳細情報

### 年度別打撃成績
| 年 度     | 球 団      | 試 合 | 打 席 | 打 数 | 得 点 | 安 打 | 二 塁 打 | 三 塁 打 | 本 塁 打 | 塁 打 | 打 点 | 盗 塁 | 盗 塁 死 | 犠 打 | 犠 飛 | 四 球 | 敬 遠 | 死 球 | 三 振 | 併 殺 打 | 打 率 | 出 塁 率 | 長 打 率 | O P S |
| --------- | ---------- | ----- | ----- | ----- | ----- | ----- | -------- | -------- | -------- | ----- | ----- | ----- | -------- | ----- | ----- | ----- | ----- | ----- | ----- | -------- | ----- | -------- | -------- | ----- |
| 2014      | オリックス | 1     | 0     | 0     | 1     | 0     | 0        | 0        | 0        | 0     | 0     | 0     | 0        | 0     | 0     | 0     | 0     | 0     | 0     | 0        | .000  | ----     | ----     | ----  |
| 通算：1年 | 通算：1年  | 1     | 0     | 0     | 1     | 0     | 0        | 0        | 0        | 0     | 0     | 0     | 0        | 0     | 0     | 0     | 0     | 0     | 0     | 0        | .000  | ----     | ----     | ----  |

### 記録
- 初出場：2014年3月28日、対北海道日本ハムファイターズ1回戦（札幌ドーム）、9回表に平野恵一に代わって代走で出場

### 背番号
- 005 （2011年 - 2013年）
- 00 （2014年 - 2015年）